# Physocephala rufescens
Physocephala rufescens är en tvåvingeart som beskrevs av Enrico Adelelmo Brunetti 1923. Physocephala rufescens ingår i släktet Physocephala och familjen stekelflugor. Inga underarter finns listade i Catalogue of Life.